# هيئة علاقات العمل الفيدرالية
الهيئة الفيدرالية لعلاقات العمل (FLRA) هي وكالة مستقلة تابعة لحكومة الولايات المتحدة تنظم علاقات العمل بين الحكومة الفيدرالية وموظفيها.
أُنشأت الهيئة بموجب قانون إصلاح الخدمة المدنية لعام 1978 ، وهي هيئة شبه قضائية تضم ثلاثة أعضاء متفرغين يتم تعيينهم لمدة خمس سنوات من قبل رئيس الولايات المتحدة الأمريكية بمشورة وموافقة مجلس الشيوخ. ويعين رئيس الولايات المتحدة الأمريكية من بينهم عضو واحد في منصب رئيس الهيئة والمدير التنفيذي والمسؤول الإداري الأول. تولى رئيس الهيئة أيضا رئاسة مجلس العلاقات العمالية للخدمة الخارجية بحكم منصبه. لا يمكن أن يكون الأعضاء الثلاثة من نفس الحزب السياسي.
تقوم الهيئة بالفصل في النزاعات الناشئة بموجب قانون إصلاح الخدمة المدنية ، وتبت في القضايا المتعلقة بإمكانية التفاوض بشأن مقترحات اتفاقيات المفاوضة الجماعية ، والطعون المتعلقة بممارسات العمل غير العادلة والتماسات التمثيل ، والاستثناءات من قرارات التحكيم في التظلمات. تمشيا مع مسؤوليتها القانونية لتوفير القيادة في وضع السياسات والتوجيه للمشاركين في البرنامج الاتحادي لعلاقات العمل والإدارة ، تساعد الهيئة أيضًا الوكالات والنقابات الفيدرالية في فهم حقوقهم ومسؤولياتهم بموجب النظام الأساسي من خلال التدريب القانوني للأحزاب.
في عام 1981 ، تم سحب شهادتها وتجريدها من مكانتها كنقابة تمثيلية ، اتحاد باتكو لمراقبة الحركة الجوية ، بعد إضراب مراقبي الحركة الجوية عام 1981 .
الوكالة منفصلة عن المجلس الوطني لعلاقات العمل ، الذي يحكم علاقات العمال في القطاع الخاص.

## روابط خارجية
- الهيئة الاتحادية للعلاقات العمالية
- هيئة علاقات العمل الفيدرالية في السجل الفيدرالي
- مهمة الوكالة ووظائفها

قالب:USGovernment